# جی‌نش
جی‌نش (به انگلیسی: Gnash) یک پخش‌کننده چندرسانه‌ای برای پخش‌کردن فایل‌های فلش است. جی‌نش هم به صورت یک پخش‌کننده مستقل برای رایانه‌های میزکار و سیستم‌های توکار موجود است و هم به صورت افزونه‌ای برای مرورگرهای وب. جی‌نش بخشی از پروژه گنو است و جایگزینی آزاد و متن‌باز برای ادوبی فلش پلیر محسوب می‌شود. این برنامه از روی پروژه گیم‌اس‌دبلیواف توسعه یافته‌است. جی‌نش اولین بار در اواخر سال ۲۰۰۵ توسط جان گیلمور معرفی شد و نگه‌دارنده فعلی آن هم راب ساووی است. راب ساوی به خاطر فعالیت‌هایش در پروژه جی‌نش، جایزه پیشرفت در نرم‌افزار آزاد را از بنیاد نرم‌افزارهای آزاد دریافت کرد. lolo.com تا ژوئیه ۲۰۱۰ از پروژه جی‌نش حمایت مالی می‌کرد.

## تاریخچه
نوشتن یک پخش‌کننده آزاد برای فایل‌های فلش، برای مدتی یکی از اولویت‌های پروژه گنو بود. قبل از آغاز شدن جی‌نش، پروژه گنو از مردم خواسته بود که به پروژه GPLFlash کمک کنند. در حال حاضر اکثریت توسعه‌دهندگان GPLFlash به پروژه جی‌نش پیوسته‌اند. مجوز اصلی که برای توسعه و انتشار جی‌نش استفاده می‌شود، مجوز جی‌پی‌ال است. با این حال از آنجا که جی‌نش شروع به استفاده از کدهای پروژه گیم‌اس‌دبلیواف کرده‌است، و این پروژه در مالکیت عمومی قرار دارد. بنابراین کدهایی از پروژه جی‌نش که ممکن است برای گیم‌اس‌دبلیواف هم مفید باشد، در مالکیت عمومی قرار دارند تا بتوان از آن‌ها در پروژه گیم‌اس‌دبلیواف هم استفاده کرد.